# Radschnellweg Wijchen–Nijmegen
Der Radschnellweg Wijchen–Nijmegen verläuft vom Bahnhof Wijchen zum Hauptbahnhof Nijmegen durch den Süden der Provinz Gelderland und folgt dem Verlauf der Bahnstrecke Tilburg–Nijmegen. Zum Zeitpunkt seiner Eröffnung im Jahre 2007 war der Radschnellweg der erste seiner Art in der Region.

## Verlauf
Die Route führt vom Kreisverkehr der Straßen Stationslaan und Bronckhorstlaan am Bahnhof in Wijchen aus gen Osten über die Akkerwindestraat und die Helmkruidstraat. Fortan wird die Strecke über Radwege entlang der Straßen Stationslaan und Nieuweweg fortgesetzt. Im weiteren Verlauf läuft der Radschnellweg über den Van Rosenburgweg neben dem Provinciale weg 324 und verläuft hinter dem Ortseingang Nijmegens weiter über den Streekpad in Richtung Norden durch einen Tunnel der Bahnstrecke Tilburg–Nijmegen. Anschließend erstreckt sich die Strecke entlang des Provinciale weg 326 (Wijchenseweg) und wird über eine Brücke, die den Maas-Waal-Kanal überspannt, geleitet. Wenige Meter hinter dem Bahnhof Nijmegen Goffert kreuzt der Radschnellweg mit der südlichen Route des Batavierenpad und führt hierauf über sogenannte „auto te gast“-Fahrradstraßen. Auf Höhe der Rozenstraat im Viertel Wolfskuil quert der Radschnellweg den Provinciale weg 326 (Graafseweg). Wenn der Radschnellweg von der Kreuzung Graafseweg/Arend Noorduijnstraat aus nach Norden navigiert, führt er unmittelbar auf den Hauptbahnhof von Nijmegen zu.

## Bau
Durch die Bauarbeiten für den Radschnellweg wurde die ursprüngliche Streckenführung nicht verändert. Zu den Baumaßnahmen zählten jedoch die Verbesserung und Erneuerung der Fahrradwege und -straßen, die größtenteils mit einer neuen, unverkennbar roten Wegdecke asphaltiert wurden. Dort, wo Rad- und Straßenverkehr aufeinander treffen, wurden Bremsschwellen und Tempo-30-Zonen eingerichtet. Des Weiteren wurden unbeleuchtete Wege mit Straßenlaternen ausgestattet. Die Baukosten beliefen sich auf einen Betrag von 4,3 Millionen Euro.

## Verkehrsaufkommen
Im Oktober 2017 maß man eine Zahl von fast 5000 Radfahrern. Dies entsprach einem Anstieg von 30 % gegenüber dem Jahr 2016.

## Bilder

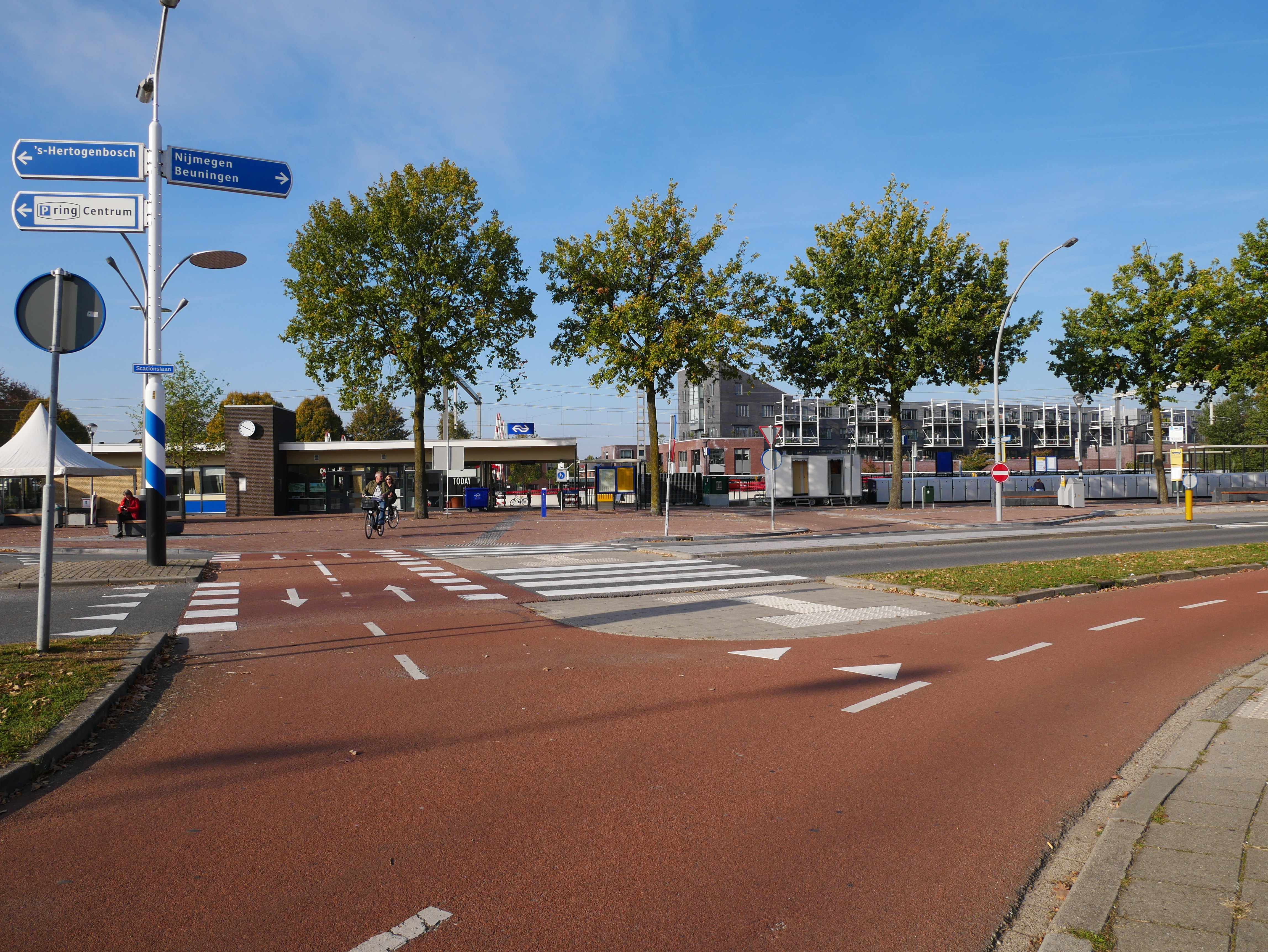
Startpunkt am Bahnhof Wijchen
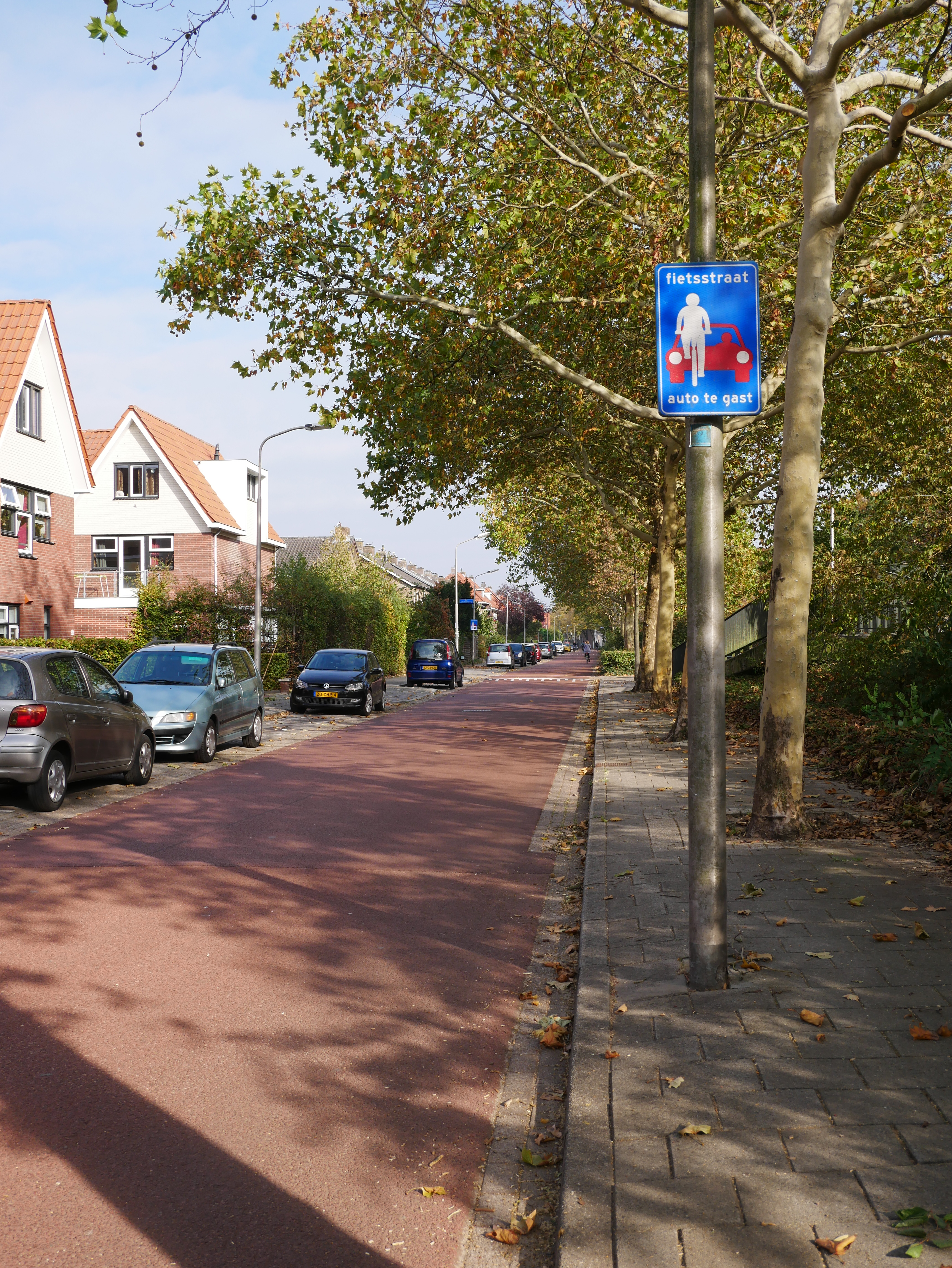
auto te gast-Fahrradstraße
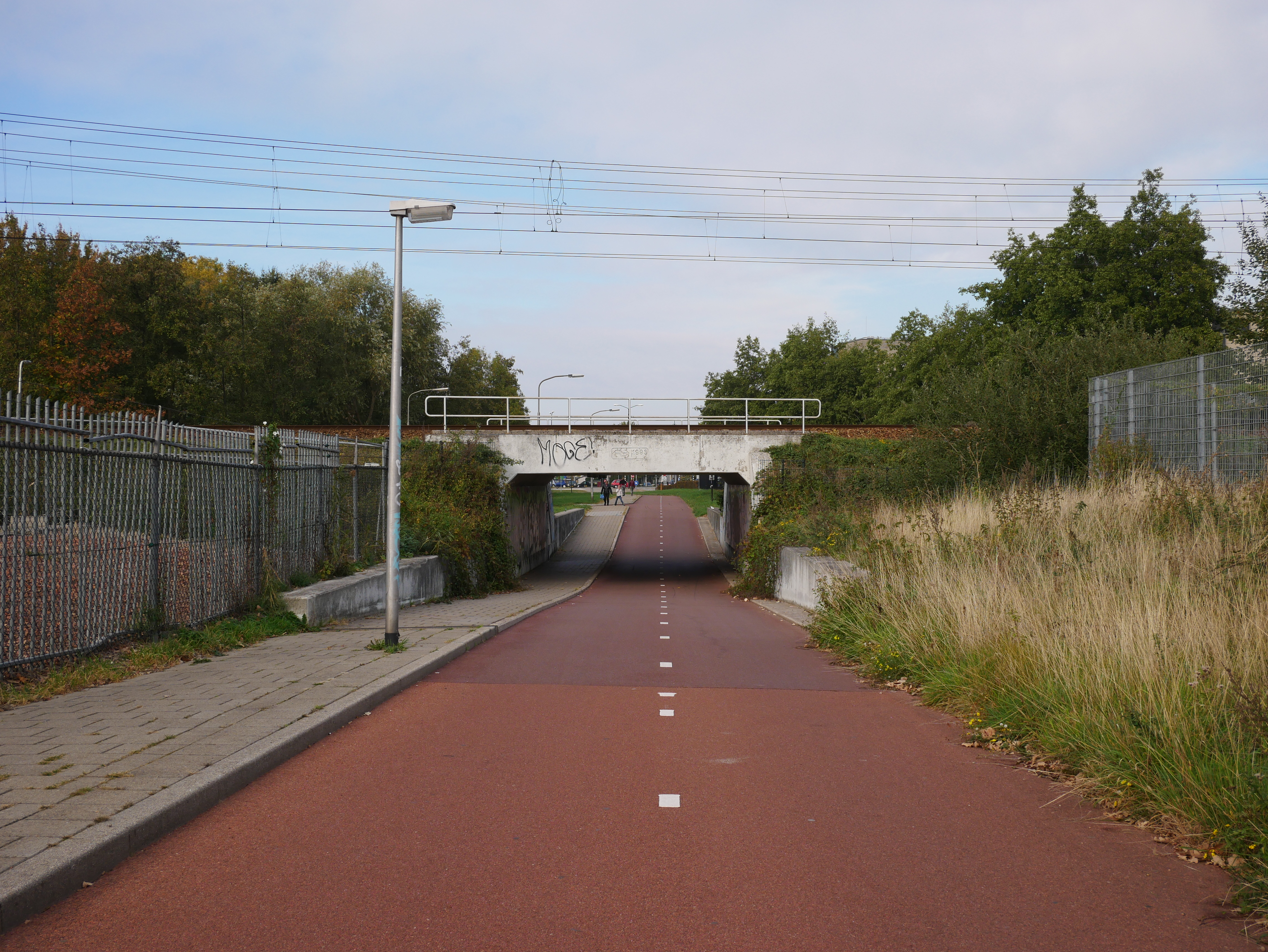
Fahrradtunnel unterhalb der Bahnstrecke Tilburg–Nijmegen